# Dinegro (metropolitana di Genova)
Dinegro è una stazione sotterranea della metropolitana di Genova. 
È sita in località San Teodoro, sotto l'omonima piazza da cui prende il nome, in prossimità della Villa Di Negro Rosazza dello Scoglietto e non lontana dal Matitone (nel quartiere direzionale di San Benigno). In superficie sono presenti interscambi con numerose linee di autobus e filobus. Nei pressi è situato anche il terminal traghetti.

## Storia
Iniziata nel 1986, fu inaugurata il 13 giugno 1990 insieme alla stazione di Brin, con cui costituiva la prima tratta della linea di metropolitana del capoluogo ligure, a due sole fermate. Rimase capolinea per due anni, fino all'apertura della successiva fermata di Principe, attivata il 13 luglio 1992.
Nell'ambito del progetto "La tua metropolitana", la stazione è stata soggetta a lavori di riqualificazione ed ammodernamento estetico, effettuato da parte dello sponsor COOP. Al termine dei lavori è stata riattivata la scala mobile ferma da tempo, dotata di copertura .
Secondo le intenzioni del comune, in un prossimo futuro Dinegro potrebbe diventare stazione di origine di una diramazione verso la zona Fiumara, ad oggi in fase di progetto.

## Struttura ed impianti
Progettata dall'architetto genovese Renzo Piano, la stazione Dinegro fu costruita deviando il percorso originario della galleria Certosa (che sbucava in Via Venezia) più verso mare, nella zona dei vecchi magazzini portuali sotterranei di Via Buozzi. La struttura è a due banchine laterali. Sulla banchina nord sostano i treni diretti a Certosa, su quella sud sostano i treni diretti a Brignole. I binari sono localizzati a una profondità di circa 5 metri sotto il piano stradale e meno di 1 metro sopra il livello del mare.
Nel 1990, con l'entrata in servizio dei primi 6 convogli, nella zona sud ed est della stazione vennero allestiti il deposito e il polo manutentivo (essendo Brin sprovvista degli spazi necessari).
Tale deposito è stato rimodernato ed ampliato tra il 2011 e il 2017 ed è tuttora l'unico impianto ad ospitare le unità rotabili della linea.
La stazione è dotata di un parcheggio di interscambio allo scoperto da 170 posti, inaugurato nel 2019. Dispone di quattro accessi pedonali: quello principale è sito in piazza Dinegro, il secondo poco distante, accanto alla fermata dei bus, costituito da una scala mobile scoperta; l'assenza di una copertura ha negli anni causato guasti, accumuli di acqua e sporcizia, tanto che la scala, diventata inaccessibile nei giorni di pioggia, venne chiusa al pubblico nel 2015 e riaperta nel 2021 dopo essere stata sostituita e coperta integralmente da una struttura in muratura e pannelli vetrati. Il terzo ed il quarto accesso inizialmente non erano presenti: da quel lato era stata prevista solo un'uscita di emergenza, di fatto mai utilizzata. Durante i lavori per il deposito e per il nuovo parcheggio, il lato sud di via Buozzi venne completamente modificato: marciapiede più largo, una pista ciclabile e una fermata aggiuntiva per gli autobus, rendendo così necessaria la realizzazione di un ulteriore accesso lato mare. Nel 2017 vennero quindi aperti due ingressi (uno a levante e uno a Ponente) e un nuovo ascensore, collegando via Buozzi ai due sottopassi della stazione.
La stazione è stata sottoposta ad ammodernamento tecnico, comprendente la manutenzione dei binari, la sostituzione degli impianti di segnalamento e automazione del deposito. Nel 2023 è stato sostituito l'armamento e sono stati rifatti alcuni tratti del sedime in cemento armato.
La stazione di Dinegro è inoltre predisposta per un ulteriore proseguimento della linea verso il quartiere di Sampierdarena. La banchina sud permette l'accesso da entrambi i lati ed il terzo binario presente in stazione, ora utilizzato per operazioni di servizio, è stato costruito per permettere quest'estensione.